# ISBN
ISBN är en standard för identifiering av tryckta medier. ISBN är en akronym av international standard book number. ISBN skapades i Storbritannien 1966 och antogs som internationell standard 1970 (ISO 2108). Standarden har reviderats ett antal gånger och den senast gällande utgåvan är ISO 2108:2017.  För underhåll av standarden finns en International ISBN Agency och i Sverige finns en central, ISBN Sverige hos Kungliga Biblioteket, där utgivare (bokförlag) kan ansöka om tilIdelning av ISBN för sina publikationer.

## Beskrivning
Varje upplaga och variation av en publikation ges ett unikt nummer, men vid omtryckningar ges inget nytt nummer. Numret består av fyra delar:
1. ursprungslandet
2. utgivaren
3. identifikationssiffror och
4. kontrollsiffra (X avser talet 10)

Vanligen separeras de olika delarna i koden med bindestreck men detta är inte strikt nödvändigt.
Ursprungslandskoden är 0 eller 1 för engelskspråkiga länder, 2 för franskspråkiga, 3 för tyskspråkiga och så vidare. Denna del av koden kan vara upp till fem siffror. Till exempel har Bhutan koden 99936 och Sverige koden 91.
På grund av att ISBN-koderna skulle bli otillräckliga gjordes en förändring till ett trettonställigt i januari 2007. Detta gjorde ISBN-koden kompatibel med streckkoderna i EAN-systemet. Förlags- och landskoder finns dock kvar som tidigare, även om de är mer inbakade i ISBN-numret. Förlag måste själv ansöka om en nummerserie. Publicering innebär att ISBN-nummer används och då krävs leverans av pliktexemplar av publikationen till Sveriges pliktbibliotek, däribland Kungliga biblioteket.
13-siffriga ISBN inleds med antingen 978 eller 979, där 978 betecknar ett konverterat nummer som kan förekomma som ISBN-10 (eller som uppstod som just ISBN-10 men som har fått en ISBN-13-version för att kunna tryckas som EAN-kod. till exempel), medan prefixet 979 betecknar de ISBN-13 som saknar ISBN-10-form; dessa senare kan alltså inte räknas om till giltiga ISBN-10 utan att råka betyda något helt annat än vad som avsetts. 
13-siffriga ISBN anammar även kontrollsiffreberäkningen från EAN-systemet. Metoden att beräkna kontrollsiffra skiljer sig därmed från ISBN-10, och ett ISBN-13 kan inte ha "X" som kontrollsiffra.